# Distrito de Capillas
El Distrito peruano de Capillas es uno de los 13 distritos de la Provincia de Castrovirreyna, ubicada en el Departamento de Huancavelica, bajo la administración del Gobierno regional de Huancavelica, en Perú. Limita por el norte con los distritos de Huachos, Arma, San Juan y Tantara, por el sur con el Departamento de Ica, al este con el distrito de Mollepampa y la Provincia de Huaytará y por el oeste con el Distrito de San Juan (Castrovirreyna) y el departamento de Ica.

## Historia
Los primeros habitantes de esta zona tuvieron influencia de la cultura inca ya que encontramos muestras pertenecientes a esta cultura como las chullpas, fardos funerarios, algunos tejidos de finísima calidad; como también los andenes ubicados en Gentilqocha. De acuerdo con los relatos que han proporcionado las personas que han vivido en la época de la emancipación y República, se dice que durante la colonia los españoles cometían toda clase de abusos contra los aborígenes; en esas circunstancias era natural que los peruanos quisieran la emancipación de su pueblo. Por eso los habitantes de esta región en busca de la fuerza tuvieron que caminar de pueblo en pueblo para germinar la idea de libertad.
Cuando el General Don José de San Martín desembarcó en la Bahía de Paracas, el pueblo peruano vibró con júbilo por la libertad y los españoles dejaban los lugares por donde pasara el Ejército Libertador. Posteriormente el 27 de marzo de 1828 Don Simón Bolívar dio una ley adjudicando la posesión de las tierras de las comunidades.
Después de siete años dio el decreto en virtud de esa ley. Por esos tiempos Don Gregorio Medina y los señores Patiño Dávalos, Simón Campos, Agustín Vela Patiño pidieron amparo y posesión al Subprefecto Boza de la provincia de Castrovirreyna, el 13 de septiembre de 1836 en un cabildo abierto en el Distrito de Huachos, gestionando las tierras vacantes de Capillas-Cochapampa. Después de varios años los comuneros del Caserío pidieron posición judicial. Que fue suministrada el 11 de junio de 1907 registrado en la propiedad de inmueble en la ciudad de Ayacucho el 27 de julio de 1910.Después de una larga y difícil trayectoria de posesión en 1928 se suscitó un conflicto con el estado, llegando después a una transacción que puso término al Litigio.
La comunidad Capillas-Cochapampa, se reconoció definitivamente con el presidente Oscar R. Benavides, siendo el apoderado de la comunidad. Don Cristóbal medina , con resolución suprema del  de junio de 1938, se terminó la transacción por el Ministerio de Hacienda y Comercio con el presidente Manuel Prado el 20 de junio de 1940, siendo los linderos reglamentarios: Por el sur con la Hacienda de Pauranga ,partiendo del riachuelo infernillo las alturas de las estancias  Chapa, Punta de Acero, Qasacancha, Lambrasniyoc, Ichupata, Huayllaqasa , altura de anay terminando en Botijsacruz, por el Norte con el río cacaro desde su nacimiento hasta la desembocadura en el río San Juan de Chincha.
La fecha de creación de este distrito por Ley N.º 9299 fue el 22 de enero de 1941, en el gobierno del Presidente Manuel Prado Ugarteche.

## Geografía
El Distrito de Capillas, se encuentra ubicado en el sur oeste de la Provincia de Castrovirreyna del Departamento de Huancavelica: está comprendido entre los 13° 17 ‘25” de Latitud y 75° 32‘07” Longitud Oeste.La extensión superficial del distrito es de 397.95 km², equivalente a 39795 hectáreas que representa el 9.99% de la superficie territorial de la provincia de Castrovirreyna y el 1.80% de la superficie departamental. Altitudinalmente, se encuentra entre 1,500 a 4,487 m s. n. m., encontrándose la capital del distrito a 3,213 m.s.n.m
La población total en este distrito es de 1,402 personas y tiene un área de 397,95km², a una altura sobre el nivel del mar de 3200m y está ubicado a 290 KM de la capital del País (Lima).
Los anexos de Capillas Norte son: Cochapampa, Cajamarca, Tucluche, Pauranga.
ATRACCIONES TURISTICA
- Aguas Termales  del rio Cacaro y tucluche
- Ruinas de gentil cocha donde  se ve los andenes , los canales de piedra y pozo
- Los Jeroglifos  de Llamarumi  que son los primeros pobaldores de  capillas norte
- Los restos  y chulpas  de ayapata, pucara, convento
- Los restos de los primeros  capillanos en las cuevas de gayarpanga
- El mirador  de gayarpanga
- La roca prehistorica de tocino con la imagen grabada de un elefante

FLORA Y FAUNA
- El avistamiento de las vicuñas en Paria garhuacruz
- El avistamiento de Venados  en ichupata
- El avistamiento de zorros y pumas , viscachas, comadreja
- El canto del  canario, chiwillo, chihuaco, perdiz, chipta, las palomas , la colibri , el culco
- La plantas  de acara ,lancar, pepinos , tuctun , sanquis
- Las plantas de apato, chizaga, aliso ,molle , marco

LUGARES EMBLEMATICOS
- El pajonal de Tinayoc, los valles de chitia y ceraco , tiñahuarco,tinco, chaquipa
- La catarrata del Rio cayquisa, valle de cochamarca , nisperuyoc
- El cerro de azafran, gayarpanga , opallacta , huayllapampa, ichupata
- El cañon del rio cacaro  en lucmayo
- El valle de Buenavista recuperada  de los vecinos invasores
- El cerro de tunso el lugar mas frio donde se produce el chuño
- La planicie de chullulo , chichuraquina, putopaquina.

## Autoridades

### Municipales
- 2019 - 2022[4]
  - Alcalde: Pablito José Peréz Díaz, de Movimiento Regional Ayni.
  - Regidores:

  1. Josmell Urbino Matamoros Flores (Movimiento Regional Ayni)
  2. Brichman Yeral Herrera Medina (Movimiento Regional Ayni)
  3. Gadimedes Llacta Flores (Movimiento Regional Ayni)
  4. Trifina Herrera Medina (Movimiento Regional Ayni)
  5. Clelia Herrera Chávez (Movimiento Independiente Trabajando para Todos)

Alcaldes anteriores
- 2011-2014:[5] Rolando Ruscel Campos Capcha, Proyecto Integracionista de Comunidades Organizadas (PICO).